# Tayloria rudimenta
Tayloria rudimenta là một loài rêu trong họ Splachnaceae. Loài này được X.L. Bai & B.C. Tan mô tả khoa học đầu tiên năm 2000.